# Hubert Gloger
Hubert Gloger (* 4. März 1934) ist ein ehemaliger deutscher Fußballspieler.

## Karriere
Hubert Gloger spielte Erstligafußball in der Oberliga Süd. Dort absolvierte er von 1955 bis 1956 zwei Spiele für die Stuttgarter Kickers im Mittelfeld. Am 2. Oktober 1955 gegen den VfR Mannheim und am 6. November 1955 gegen den FSV Frankfurt.
Gloger war von Beruf Schlosser.